# Кшиштоф Радзіковський
Кшиштоф Радзіковський (пол. Krzysztof Radzikowski, нар. 18 серпня 1981, Ґловно, Польща) — відомий польський стронгмен, учасник змагання Найсильніша Людина Європи. Саме 2-ге місце яке він посів на цьому змаганні стало найбільшим його досягненням в кар'єрі.
В 2008-2010 роках завше брав участь у Супер Серіях Стронґмену. Окрім цього змагався за звання Найсильнішої Людини Польщі. 6 серпня 2011 виграв змагання Велетні НаЖиво у Польщі що дало йому змогу брати участь у перегонах за титул Найсильнішої Людини Світу. Одначе до фіналу він дістатися не зміг, не пройшовши кваліфікаційний відбір. 14 лютого 2012 року виграв свій перший титул Світової Першості Ломусів в Дубаї, ОАЄ. Окрім цього в Ташкенті, Узбекистан виграв Кубок Світу WSF 30 березня того ж 2012. 21 липня 2012 року знову виграв змагання Велетні НаЖиво в Польщі і в котре отримав можливість змагатися на поприщі Найсильнішої Людини Світу. В Лос-Анжелесі, Каліфорнія де проходило змагання він в загальному підсумку посів шосте місце. В 2013 році виграв три змагання SCL: IV Льодяний Виклик SCL у Фінляндії а також в Чехії та Португалії. 

## Найкращі скутки
- Присідання - 400 кг
- Вивага лежачи - 300 кг
- Мертве зведення - 430 кг зі спорядженням
- Мертве зведення - 410 кг без спорядження
- Вивага над головою - 175 кг